# Вероніка Бахофена
Вероніка Бахофена (Veronica bachofenii) — багаторічна трав'яна рослина, вид роду вероніка (Veronica) родини подорожникові (Plantaginaceae).

## Поширення та екологія
Західна Європа: Болгарія (західна частина Стара-Планіни), Румунія (Трансільванія та Південні Карпати), Сербія (східна частина).
Росте на скелях, сухих пагорбах та щебнистих долинах.

## Морфологічна характеристика
Рослина 20-30 см заввишки, сірувато-опушена.
Листки супротивні, на черешках, трикутні, довгасто-яйцеподібні до довгасто-ланцетних, з округло-серцеподібною основою, загострені, по всьому краю двояко-гостропильчасті, голі. Приквітки лінійні, вдвічі довші за квітконіжки.
Китиці густі, верхівкові, у бутонах довго загострені, іноді бувають пазушні супротивні, більш пухкі китиці; частки чашечки майже рівні між собою, ланцетно-лінійні, гострі. Віночки яскраво-сині, з відгином із чотирьох яйцеподібно-довгастих нерівних гострих лопатей. Тичинки перевищують або рівні віночку, з прямими нитками та яйцеподібними пиляками.
Коробочка округла, ледве виїмчаста, з відігнутими частками чашечки, що залишаються. Насіння дрібне, плоске.

## Таксономія
Вероніка Бахофена належить до рода вероніка (Veronica) родини подорожникові (Plantaginaceae) порядку губоцвіті (Lamiales).
|  |                                     |  |                                                          |                                                          |                      |  | ще 21 родина (відповідно до Системі APG II) | ще 21 родина (відповідно до Системі APG II) |                       |  |  |  | ще від 300 до 500 видів |
|  |                                     |  |                                                          |                                                          |                      |  | ще 21 родина (відповідно до Системі APG II) | ще 21 родина (відповідно до Системі APG II) |                       |  |  |  | ще від 300 до 500 видів |
|  |                                     |  |                                                          | порядок губоцвіті                                        |                      |  |                                             |                                             | рід вероніка          |  |  |  |                         |
|  |                                     |  |                                                          | порядок губоцвіті                                        |                      |  |                                             |                                             | рід вероніка          |  |  |  |                         |
|  | відділ квіткові, або покритонасінні |  |                                                          |                                                          | родини подорожникові |  |                                             |                                             | вид вероніка Бахофена |  |  |  |                         |
|  | відділ квіткові, або покритонасінні |  |                                                          |                                                          | родини подорожникові |  |                                             |                                             |                       |  |  |  |                         |
|  |                                     |  | ще 44 порядку квіткових рослин (згідно з Системі APG II) | ще 44 порядку квіткових рослин (згідно з Системі APG II) |                      |  |                                             | ще 90 родів                                 | ще 90 родів           |  |  |  |                         |
|  |                                     |  |                                                          | ще 44 порядку квіткових рослин (згідно з Системі APG II) |                      |  |                                             |                                             | ще 90 родів           |  |  |  |                         |